# Sega Superstars Tennis
Sega Superstars Tennis es un videojuego de tenis desarrollado por Sumo Digital y publicado por Sega. El juego fue publicado el 18 de marzo de 2008 en América del Norte, el 20 de marzo de 2008 en Europa, y el 27 de marzo de 2008 en Australia. El juego incluye dieciséis personajes controlables de franquicias de Sega así como diez canchas de tenis. En total, quince franquicias de Sega son representadas en el juego. Junto con Sonic & Sega All-Stars Racing, tendrá una versión de Mac OS X por Feral Interactive. Para el mes de junio de 2013, el juego está disponible para Wii, Xbox 360, PlayStation 2, PlayStation 3 y Nintendo DS en América y Europa.

## Personajes
Hay dieciséis personajes en total. Se empieza con ocho hasta desbloquear los ocho personajes adicionales. Entre paréntesis se destaca la habilidad especial
| Personajes iniciales - Sonic the Hedgehog (velocidad) - Miles "Tails" Prower (efecto) - Dr. Eggman (potencia) - Beat de Jet Set Radio (velocidad) - Ulala de Space Channel 5 (control) - Amigo de Samba de Amigo (potencia) - Nights (completo) - Aiai de Super Monkey Ball (efecto) | Personajes para desbloquear - Amy Rose (completo) - Shadow the Hedgehog (velocidad) - Alex Kidd (control) - Gilius Thunderhead de Golden Axe (potencia) - Gum de Jet Set Radio (velocidad) - Pudding de Space Channel 5(control) - Reala de NiGHTS (completo) - Meemee (efecto) |

## Estadios
- Sonic The Hedgehog
- Super Monkeyball
- NIGHTS
- Space Channel 5
- Jet Set Radio
- After Burner
- Sonic The Hedgehog(Estadio del Dr. Eggman)
- OutRun
- Samba De Amigo
- Curien Mansion